# Fridafors
Fridafors is een plaats in de gemeente Tingsryd in het landschap Småland en de provincie Kronobergs län in Zweden. De plaats heeft 296 inwoners (2005) en een oppervlakte van 83 hectare.

## Verkeer en vervoer
Bij de plaats loopt de Länsväg 126.